# Байгулово (Чувашия)
Байгу́лово (чув. Аслӑ Куснар, Куснар) — село в Козловском районе Чувашской Республики России. Административный центр Байгуловского сельского поселения.
День села празднуется в четвёртое воскресенье июня.

## Физико-географическая характеристика
Расстояние до Чебоксар 75 км, до райцентра (Козловка) 24 км, до железнодорожной станции (Урмары) 20 км. 

К югу от села протекает река Аниш. 
Вытянуто с севера на юг на 1 км, с запада на восток на 1,25 км.
Ближайшие населенные пункты:
- Малое Карачево ~ 2 км
- Малое Бишево ~ 3 км
- Баланово ~ 3 км 274 м
- Кугеево ~ 4 км
- Новое Байгулово ~ 4 км
- Янтиково ~ 4 км 245 м

## Топонимика
Версии происхождения названия:
- Название села произошло от мужского собственного имени «Байгулка»[5].
- Название произошло от имени наместника:

Некоторые селения известны в Чувашии под тремя названиями, большинство под двумя, только немногие под одним названием. Три названия — это отложения трех социально-политических периодов исторической жизни чуваш. Одно из этих названий, в большинстве случаев теперь непонятное для нас, восходит к добулгарскому времени, и в булгарское время, по-видимому, осталось без изменения. Второе название присвоено было в период Казанского ханства по имени владетеля или наместника данной области. С приходом русских и построением церкви в данном селении последнее получало новое название в зависимости от того, какому церковно-историческому событию или святому посвящалась церковь. 

Например: добулгарское название — Куснар, татарское — Байгулово, русское — село Богоявленское.— Егоров В. Г. К вопросу о происхождении чуваш и их языка
Чувашское название села — Куснар, Аслă Куснар — произошло, вероятно, от названия реки — Куснар, Куснарка. Нар/нер в переводе с марийского «река». Этимология топонима Куснар до конца не выяснена.

## История
Возникло в 1-й половине XVII века как поселение служилых чувашей. Исторические названия — Малые Полевые Яльчики, Богоявленское.

В фонде Богоявленской церкви села Байгулово Чебоксарского уезда Казанской губернии за 1899 год сохранились сведения об образовании приходского села: «Байгулово находится при небольшой речке Аниш, в одной версте от большой дороги Московского тракта, в 10 верстах от реки Волги, в 20 верстах от пароходной пристани — Козловки и в 18 верстах от железнодорожной станции — Тюрлемы Московской железной дороги. От губернского города Казани село находится в 80 верстах, а от уездного города Чебоксар — в 60 верстах… По преданию, получило название от собственного имени „Байгулка“. Основатель деревни Кугеево имел 6 сыновей, между которыми был и Байгулка — основатель села…»— Государственный исторический архив Чувашской Республики
Жители села в 1724—1866 государственные крестьяне; занимались земледелием, животноводством, промыслами: шапочно-фуражечным, портняжным, бондарным, производством жестяных изделий.

### Территориально-административная принадлежность села
- В 17-18 вв. — в составе Яльчиковской волости Свияжского уезда.
- С 19 в. до 1927 года — в составе Никольской волости Чебоксарского уезда.
- С 1927 по 1962 годы — в составе Козловского района Чувашской АССР.
- С 1962 по 1965 годы относилось к Урмарскому району.
- С 1965 года вновь в Козловском районе.

## Население
| 1721     | 1795 | 1859 | 1906  | 1926  | 1939  | 1979  | 2002 |
| -------- | ---- | ---- | ----- | ----- | ----- | ----- | ---- |
| 248 муж. | 818  | ↘801 | ↗1368 | ↗1470 | ↗1714 | ↘1184 | ↘997 |

| 2010 | 2012 |
| ---- | ---- |
| 778  | ↗918 |

Жители — чуваши.

## Инфраструктура и экономика
С 1861 функционировало земское училище; в нач. 20 в. — водяная мельница, во 2-й половине 1930-х гг. — Байгуловская гидростанция на р. Аниш, в начале 1930-х гг. — шинковальный завод по переработке овощей. 

В 1930 году образован колхоз «Имени 16-го партсъезда».

В настоящее время имеются школа, фельдшерский пункт, клуб, библиотека, отделение связи, стадион, 3 магазина, 2 торговых киоска, кафе.

## Памятники культуры, религии и природы

### Богоявленская церковь
В селе действует храм Богоявления Господня.

Первая церковь построенная в 1761 году на средства прихожан, была деревянной. 

В 1902 году освящена новая каменная с главным престолом в честь Богоявления Господня. Придел: во имя Св. Николая Чудотворца.
В приходе на 1899 год: с. Байгулово, Кугеево, д. Верхнее Байгулово, д. Новое Байгулово, Вторые Чекуры, Малое Аккозино. 

Закрыта в 1938 году. Здание храма использовалось как склад, курятник. А в годы Великой Отечественной войны храм использовался в качестве тюрьмы. Позже здание было передано под Дом культуры.

С 1976 года верующие предпринимали попытки вернуть храм, неоднократно получая отказы. Днем 23 июня 1988 года на улице, возле здания церкви прошло собрание с участием 254 верующих, которые вновь заявили ходатайство о возвращении церкви. Получив отказ, прихожане силой заняли храм, и только после этого храм был передан им властями. Богослужения возобновились в 1989 году.

### Памятник природы «Родник с. Байгулово»

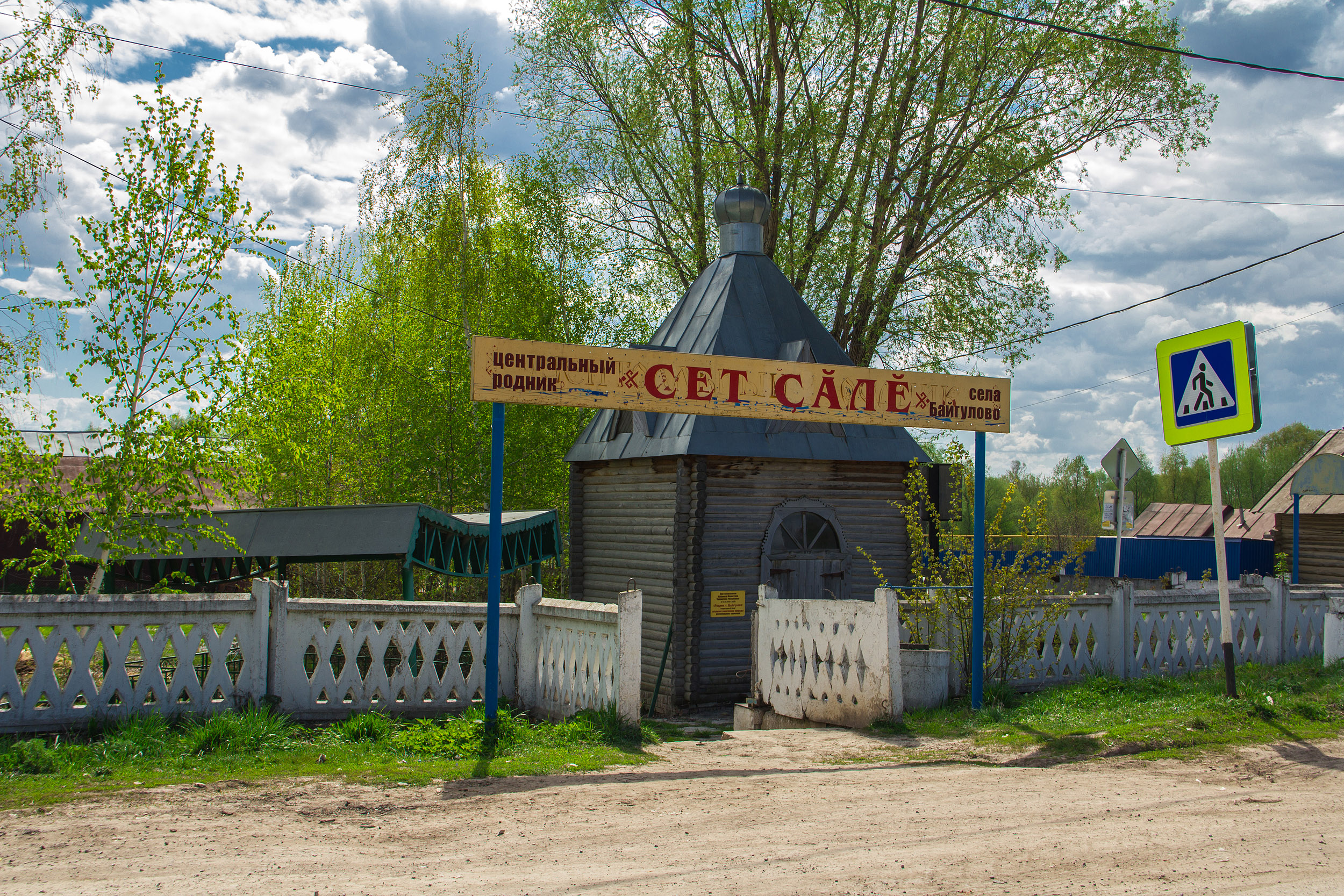
Родник с. Байгулово

В селе Байгулово Козловского района Чувашской Республики предполагается образовать памятник природы регионального значения «Родник с. Байгулово».
Памятник природы «Родник с. Байгулово» представляет собой обустроенный действующий родник с дебитом воды 0,5 л/с. Освященный родник является местом проведения Крещенских праздников. Целью образования памятника природы «Родник с. Байгулово» является сохранение уникального природного объекта, имеющего культурно-историческое, научное и просветительское значение. Создание памятника на данном природном объекте позволит использовать его в научных целях (изучение функционирования и развития природных экосистем и их компонентов), а также для эколого-просветительской и рекреационной деятельности.

## Известные уроженцы
- Марфа Дмитриевна Трубина[12]
- Ольга Ивановна Ырзем[13]
- Кушков, Александр Ильич (22 января 1939 — 31 мая 2021, Чебоксары) — государственный деятель, в 1991-94, 1997-99 — министр сельского хозяйства Чувашской Республики. В 1994-96 — заместитель председателя Государственного Совета Чувашской Республики. Заслуженный механизатор сельского хозяйства РСФСР, заслуженный работник сельского хозяйства Российской Федерации.[14]
- Шоркин Петр Петрович — автор и исполнитель мелодий под гармонь. Родился Петр 5 сентября 1931 г. в селе Байгулово Козловского района Чувашской Республики в крестьянской семье Петра Васильевича и Евгении Тихоновны Шоркиных. Когда мальчику было десять лет, отец купил подержанную гармонь. Петя учился играть на ней самостоятельно. К 15 годам свободно владел игрой на гармони, выводил мелодии чувашских народных песен и плясовые мелодии. Петр Шоркин окончил вечернюю среднюю школу при Октябрьской средней школе. Овладев азами музыкальной грамоты, начал вести уроки пения в школе. Позже вместе с Верой Афанасьевной Зарубиной организовали хоровой кружок. В. Зарубина стала его руководителем, а П. Шоркин — аккомпаниатором. В 1967 году А П. Шоркину было присвоено почетное звание «Заслуженный работник культуры Чувашской АССР». Его плясовые мелодии и песни в исполнении Октябрьского народного ансамбля песни и танца под аккомпанемент Заслуженного работника культуры Чувашской АССР и гармониста-виртуоза П. Шоркина часто передают по Чувашскому радио и телевидению. Чувашские национальные мелодии в его исполнении стали популярными и любимыми народом. Ушел из жизни П. Шоркин 20 марта 1981 года.
- Вашки (псевд., наст. фам. Никифоров) Иван Никифорович [4.11.1914, д. Верхнее Байгулово Чебоксар. у. (ныне Козлов. р-на) — 2.8.2011, Чебоксары] — поэт, прозаик, драматург, переводчик, член Союза писателей СССР (1962). Участник Великой Отечественной войны 1941-45. Окончил Чебоксарский театральный техникум (1935), Горьковскую партийную школу (1952), Высшую партийную школу при ЦК КПСС (1960), учился в театральной студии при ГИТИСе им. А. В. Луначарского (1940-41). Работал актёром Театра юного зрителя (1933-35, 1938-39), в редакции газеты «Молодой большевик» (1939-40). В 1936-38 служил в Красной Армии. После войны работал секретарём редакции журнала «Ялав», актёром Чувашского государственного академического драматического театра им. К. В. Иванова, председателем Чувашского обкома профсоюза работников искусств, инструктором отдела пропаганды и агитации Чуваш. обкома КПСС (1945-50), редактором Чуваш. книж. издательства (1952-60), сотрудником Управления по охране государственн. тайн в печати при Сов. Мин. Чуваш. АССР, ответствен. секретарём редакции журнала «Тăван Атăл». Автор книг «Пăрлă пĕлĕт айĕнче» (Под ледяным небом, 1954), «Чун çути» (Свет души, 1973) и др. Перевёл на чуваш. язык пьесы А. Н. Островского, А. А. Крона, роман «Журбины» В. А. Кочетова, стихи С. Я. Маршака, М. В. Исаковского, С. В. Михалкова и др. Награждён орденом Отечественной войны 2-й степ., медалями.

## Видеоматериалы
- Полонез в Байгулово